# Randy Weston
Randy Weston (n. 6 aprilie 1926, New York City, New York, SUA – d. 1 septembrie 2018, New York City, New York, SUA) a fost un muzician, compozitor și pianist american de jazz, de origine jamaicană.
Weston a călătorit prin Africa și a trăit în Maroc care i-a influențat opera de o manieră semnificativă începând din 1992, prin muzica gnaoua.
În 1967, fiind în sejur în Maroc, Randy Weston a legat prietenie cu Abdellah Boulkhair El Gourd, mulțumită căruia, a descoperit muzica gnaoua în care își găsește excelente surse de inspirație.

## Discografie selectivă
- Cole Porter in a Modern Mood (Riverside): 1954
- Randy Weston Solo, Duo, Trio with Art Blakey (Riverside): 1955
- Get Happy with Randy Weston Trio : 1955
- The Modern Art of Jazz : 1956
- Piano a la Mode : 1957
- Little Niles (Blue Note): 1958-59
- Live at the Five Spot (United Artists): 1959
- Uhuru Afrika (Capitol): 1960
- High Life : 1963
- African Cookbook (Atlantic): 1964
- Berkshire Blues : 1965
- Blue Moses: 1972
- Tanjah: 1973
- Blues To Africa : 1974
- Monterey, '66 (Verve): released in 1994
- Portraits of Duke Ellington (Verve): 1989
- Portraits of Thelonious Monk (Verve): 1989
- Self Portraits (Verve): 1989
- The Spirits of Our Ancestors (Antilles): 1991
- Volcano Blues (Antilles): 1993
- Saga (Verve): 1995
- Earth Birth (Verve): featuring Montreal String Orchestra, 1997
- Khepera (Verve): 1998
- Spirit! The Power of Music (Arkadia): featuring Gnawa musicians, 1999
- Zep Tepi (Random Chance): 2006

### Video
- Randy Weston with Gnawa musicians video Spirit! The power of music